# Halster (paard)

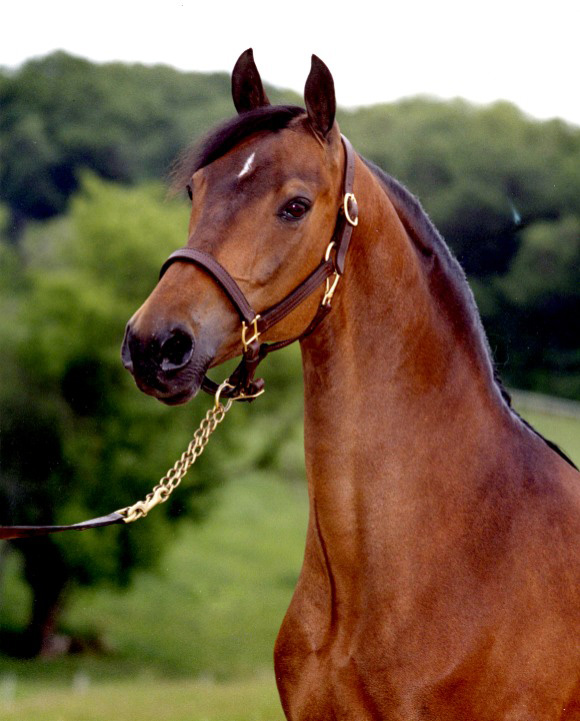
Paard met halster

Een halster is een hulpmiddel om paarden aan de hand mee te leiden en om paarden tijdens de verzorging mee vast te zetten. Een halster kan uit diverse materialen bestaan zoals leer, touw of nylon. Halsters kunnen ook gebruikt worden voor andere huisdieren zoals koeien, schapen en ezels.
De halster moet niet verward worden met een hoofdstel. Een halster heeft geen bit (mondstuk), terwijl een hoofdstel dit meestal wel heeft, waardoor het halster niet gebruikt wordt bij het berijden van paarden.
Het is een uitvinding uit de middeleeuwen die een enkel touw (meestal om de hals gebonden) verving door een tuig dat om het hoofd van een paard past.
Vroeger werden halsters meestal geknoopt en bestond de hele halster uit één materiaal zoals touw. Tegenwoordig bestaan halsters uit delen die aan elkaar gekoppeld zijn door metalen ringen.
Een halster heeft onderaan een ring waaraan een halstertouw, -riem of -ketting vastgemaakt kan worden. Bij het vastzetten van het paard met een touw wordt een speciale paardenknoop gebruikt die door de groom in geval van paniek bij het paard met één ruk losgemaakt kan worden. Er wordt tegenwoordig ook gebruikgemaakt van een metalen 'paniekhaak', die makkelijk opengemaakt kan worden ook wanneer de ketting of het touw onder spanning staat. 

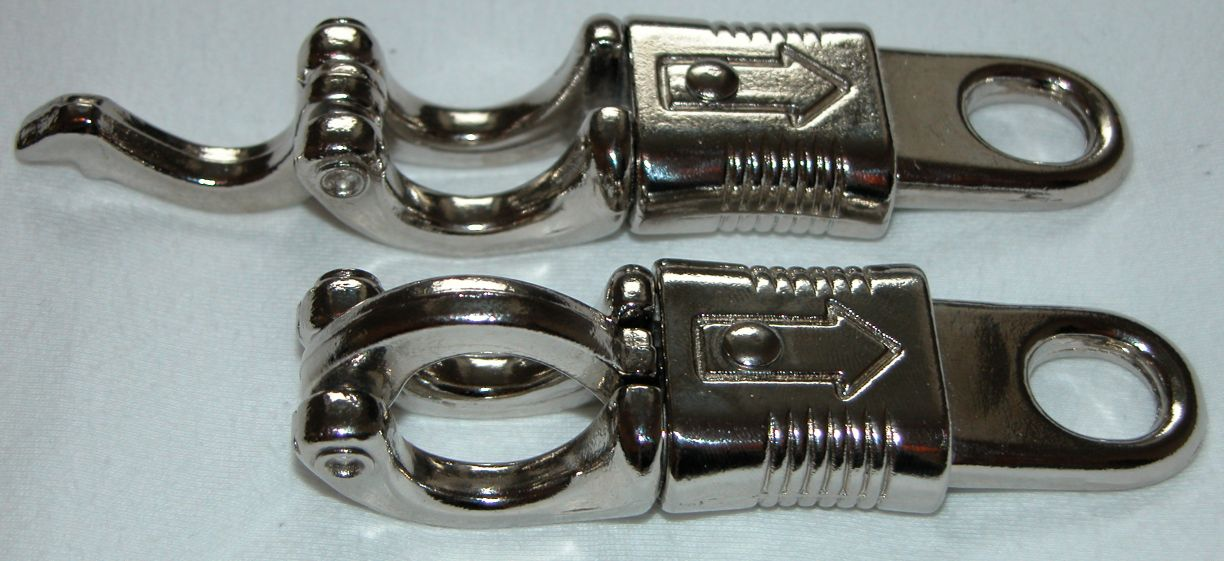
Paniekhaak

Het is van belang van het begin af aan een voldoende stevige halster te gebruiken, zodat het paard niet aanleert zichzelf met een krachtige ruk te bevrijden.
In het algemeen wordt aangeraden paarden die in een weiland lopen van hun halster te ontdoen zodat zij niet de kans lopen ergens aan vast te blijven haken.
In de aan populariteit toenemende paardensport is de halster ook aan modeverschijnselen onderhevig waardoor een keur aan diverse soorten halsters ontstaan is. Er zijn sinds de tweede helft van de 20ste eeuw stalhalsters en showhalsters in vele kleuren en materialen verkrijgbaar. Omdat ze onmisbaar zijn bij het presenteren van paarden wil men dat ze er goed verzorgd uitzien.